# Ouragan de Cuba de 1910
L’ouragan de Cuba de 1910, connu comme l’ouragan des cinq jours, est un cyclone tropical qui a frappé Cuba et la Floride aux États-Unis en octobre 1910. Il a pris naissance dans la mer des Caraïbes le 9 octobre et s'est intensifié en se dirigeant vers le nord pour devenir un ouragan le 12. Après avoir touché la pointe nord-ouest de Cuba, il a atteint son maximum d'intensité à la catégorie 4 de l'échelle de Saffir-Simpson le 16 octobre. L'ouragan a ensuite fait un cercle complet en sens anti-horaire autour de cette pointe pour revenir frapper à nouveau l'île. Le système s'est ensuite dirigé vers la Floride et qu'il a touché près de Cap Romano avant de traverser l'État. Ressorti sur l'Atlantique, il a longé la côte un certain temps.
Cet ouragan est considéré comme l'un des pires désastres naturels dans l'histoire de Cuba. Les dommages ont été très étendus, laissant des milliers de sans-abris. Les dégâts ont aussi été importants en Floride. Le coût de cet ouragan est difficile à estimer mais à l'époque les dégâts se montaient à 1 million $US pour La Havane et 250 000 $US pour les Keys de Floride. Plus de 100 personnes ont perdu la vie.

## Évolution météorologique
Le 9 octobre 1910, la quinzième dépression tropicale de la saison s'est formée à partir d'une perturbation tropicale dans l'extrême sud de la mer des Caraïbes, au nord du Panama. Se déplaçant vers le nord-ouest, elle a atteint le niveau de tempête tropicale le 11 octobre et celui d'ouragan le lendemain. 
Le 13 octobre, des rapports placent le système au sud-ouest de Cuba. Le 14 octobre, l'ouragan atteint temporairement la catégorie 4 (classification moderne obtenue après réanalyse), juste avant de toucher la pointe nord-ouest de l'île, ce qui le fait faiblir légèrement. Émergeant sur le golfe du Mexique, il ralentit considérablement. À cause de la présence d'un anticyclone au nord de la tempête, il commence à dériver vers l'ouest et se renforce sur les eaux chaudes du golfe. Il exécute ensuite une trajectoire circulaire anti-horaire. 
Le 16 octobre, l’ouragan atteint son maximum avec des vents de 240 km/h et une pression centrale de 924 hPa. Revenant vers Cuba, qu'il touche à nouveau, il accélère vers la Floride. Il frappe d'abord les Keys le 17 octobre. Le centre passe à l'ouest de Key West, près de Cap Romano. L'ouragan passe ensuite sur la Floride en direction nord-est et en ressort comme une tempête tropicale. Longeant la côte du sud-est des États-Unis un moment, il s'éloigne ensuite vers l'est sur l'Atlantique. Il est estimé que le système s'est dissipé le 23 octobre.
La boucle inhabituelle qu'a effectuée cet ouragan a, à l'époque, fait croire à un double système. Dans le journal de l’US Weather Bureau, le Monthly Weather Review, il est mentionné que les rapports météorologiques laissent croire qu'un premier système s'est dissipé sur le centre du golfe du Mexique après avoir frappé Cuba et que c'est un second qui s'est formé dans le golfe pour toucher la Floride. Les rapports ne provenant que d'un nombre limité de stations terrestres et de navires à l'époque, il était facile d'arriver à cette conclusion mais elle était controversée. Le 19 octobre, le Washington Post écrivait « Qu'il s'agisse de deux tempêtes qui font rage dans les eaux cubaines au cours de la dernière semaine, ou une seule revenant sur ses pas et se dirigeant vers la Floride, reste à déterminer. Si la seconde option est correcte, la trajectoire courbe de la tempête après son entrée dans le golfe du Mexique doit avoir été inhabituellement soudaine et serrée ». Une réanalyse ultérieur des données d'ouragans ayant eu une trajectoire similaire a permis de conclure à une seule tempête.

## Impact
Le 15 octobre, tous les vaisseaux dans un rayon de 800 km de Key West ont été avisés de l’approche de l’ouragan et plusieurs se sont mis à l’ancre dans les ports de la région. Des alertes cycloniques ont également été émises par les autorités.

### Cuba
Les vents violents et la pluie torrentielle ont causé un des pires désastres naturels de l’histoire du pays selon le New York Times. L’ouragan a coupé toute communication avec l’intérieur des terres. Au moins 100 personnes ont perdu la vie, surtout dans les coulées de boue, dont 5 à La Havane,. Cependant, certaines sources affirment que le nombre pourrait aller jusqu’à 700.  La majorité des décès et des dommages a été signalée dans la province de Pinar del Río. L’estimé initial des dommages parlait de millions de dollars, dont un million à la Havane avec la destruction des entrepôts de la douane et des cargaisons entreposées. Certains de ces bâtiments ont été transportés à 800 mètres à l’intérieur des terres et le toit de l’édifice principal a été soufflé. 
Les rues ont été inondées, les récoltes (en particulier celle de tabac dans la région de Vuelta Abajo) et un grand nombre de maisons ont été endommagées ou détruites dans un grand nombre de villes,,. En particulier, la ville de Casilda  a été complètement détruite alors que celle de Batabanó a été inondée. Selon les rapports, des milliers de paysans se sont retrouvés sans abris à la suite du passage de l’ouragan. Dans la capitale, La Havane, les pertes ont aussi été très importantes alors que de nombreux navires sont coulés avec leur cargaison et que les quais ont été partiellement ou totalement détruits par des vagues énormes,,,. Environ 2,6 km2 de la côte a été envahi par les flots et la jetée du  Malecón a été rompue inondant les routes et une partie des quartiers résidentiels.
Durant la période immédiatement après le passage de l’ouragan, qui était vu à l’époque comme double, il y a eu rumeur de l'approche d’une troisième tempête qui ne s’est jamais matérialisée,.